# Jequié (microregio)
Jequié is een van de 32 microregio's van de Braziliaanse deelstaat Bahia. Zij ligt in de mesoregio Centro-Sul Baiano en grenst aan de mesoregio's Centro-Norte Baiano in het noorden, Metropolitana de Salvador in het noordoosten en Sul Baiano in het oosten en de microregio's Vitória da Conquista in het zuiden en Seabra in het westen. De microregio heeft een oppervlakte van ca. 17.396 km². Midden 2004 werd het inwoneraantal geschat op 527.362.
26 gemeenten behoren tot deze microregio:
| - Aiquara - Amargosa - Apuarema - Brejões - Cravolândia - Irajuba - Iramaia - Itagi - Itaquara - Itiruçu - Jaguaquara - Jequié - Jitaúna | - Jiquiriçá - Lafaiete Coutinho - Laje - Lajedo do Tabocal - Maracás - Marcionílio Souza - Milagres - Mutuípe - Nova Itarana - Planaltino - Santa Inês - São Miguel das Matas - Ubaíra |

Mesoregio's: Centro-Norte Baiano · Centro-Sul Baiano · Extremo Oeste Baiano · Metropolitana de Salvador · Nordeste Baiano · Sul Baiano · Vale São-Franciscano da Bahia

Microregio's: Alagoinhas · Barra · Barreiras · Bom Jesus da Lapa · Boquira · Brumado · Catu · Cotegipe · Entre Rios · Euclides da Cunha · Feira de Santana · Guanambi · Ilhéus-Itabuna · Irecê · Itaberaba · Itapetinga · Jacobina · Jequié · Jeremoabo · Juazeiro · Livramento do Brumado · Paulo Afonso · Porto Seguro · Ribeira do Pombal · Salvador · Santa Maria da Vitória · Santo Antônio de Jesus · Seabra · Senhor do Bonfim · Serrinha · Valença · Vitória da Conquista